# Feuerbach (Stuttgart)
Koordinaten: 48° 49′ N, 9° 10′ O

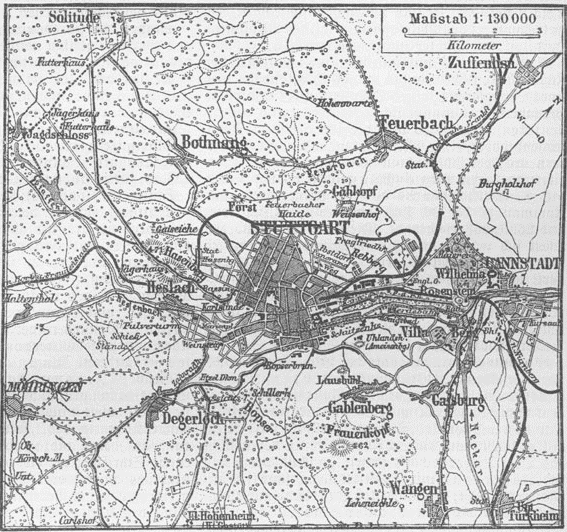
Feuerbach am Feuerbach nördlich von Stuttgart und Cannstatt auf einer Karte vom Ende des 19. Jahrhunderts

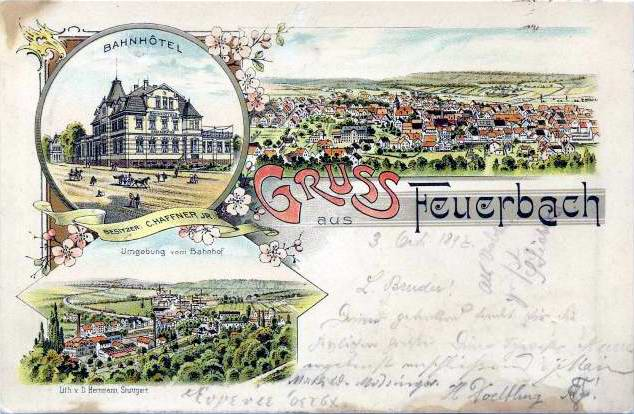
Lithografien von Feuerbach auf einer Postkarte aus dem Jahr 1896

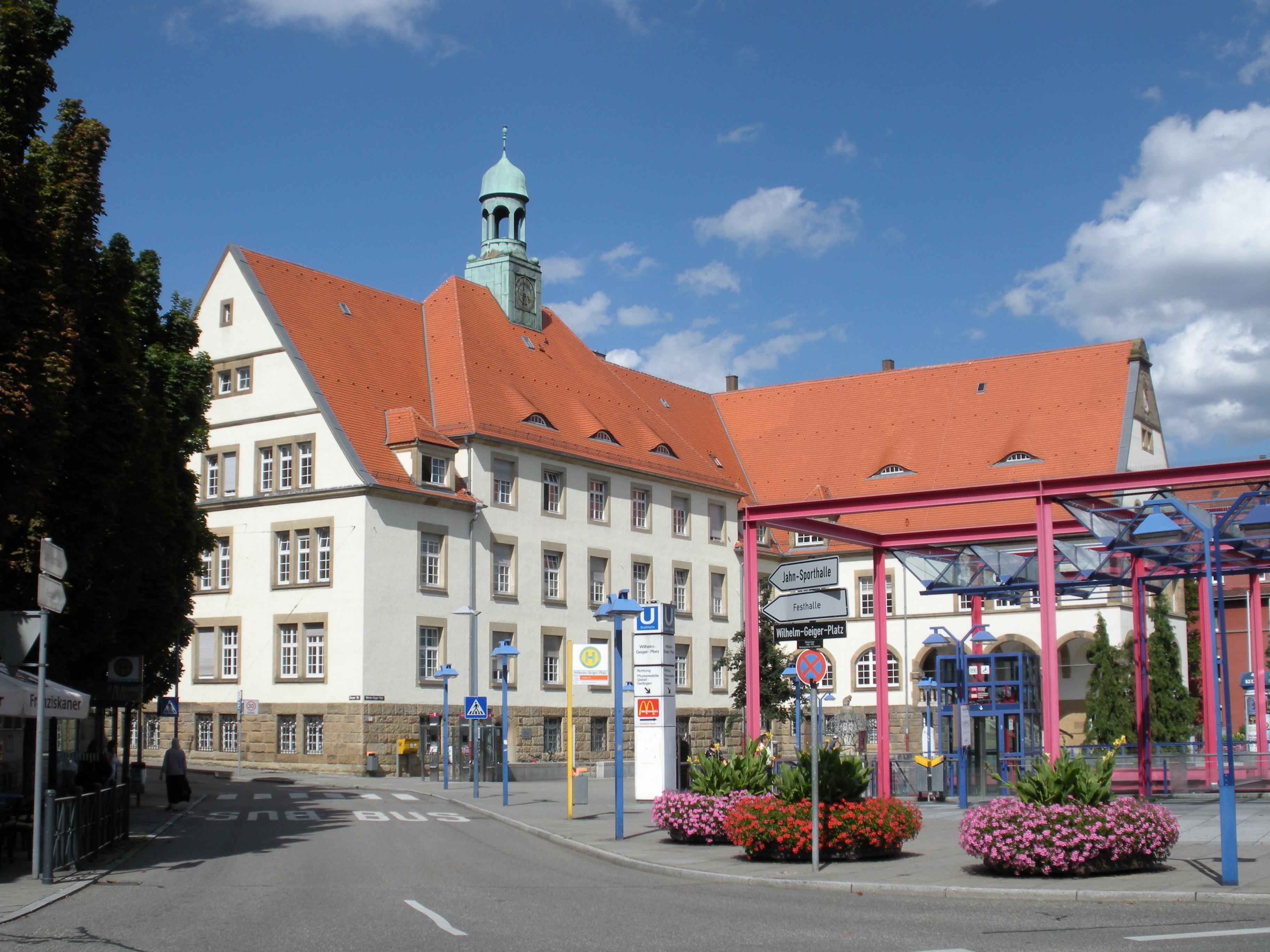
Bezirksrathaus Feuerbach

Feuerbach ist eine ehemals selbstständige Stadt, war von 1933 bis 1956 ein Stadtteil und seitdem ein Stadtbezirk der baden-württembergischen Landeshauptstadt Stuttgart. Ihren Namen verdankt sie dem Gewässer Feuerbach. Nachbarbezirke sind Zuffenhausen, Bad Cannstatt, S-Nord, S-West, Botnang und Weilimdorf.

## Geografie
Der Lemberg ist eine 384 Meter hohe Anhöhe zwischen den Stuttgarter Stadtbezirken Weilimdorf und Feuerbach. Dort gibt es auch einen kleinen alten Steinbruch, im Volksmund „Kotzenloch“ genannt.

## Geschichte
Feuerbach war bereits in der Hallstattzeit, 800–900 v. Chr., und der Latènezeit, etwa 400 v. Chr., besiedelt. 1903 entdeckte Richard Kallee die vorgeschichtliche Befestigung auf dem Lemberg und ab 1904 die alamannischen Sandsteingräber im Gräberfeld von Stuttgart-Feuerbach. Es wurden 138 Gräber ausgegraben, aus denen 760 Fundstücke geborgen wurden.
Im Hochmittelalter war Feuerbach im Besitz der Grafen von Calw. Die erste urkundliche Erwähnung stammt aus dem Jahr 1075, damals noch unter dem Namen Biberbach. Das Kloster Hirsau bekam um das Jahr 1075 vom Grafen von Calw die halbe Kirche und die Hofsiedlung Botnang.
Später hieß die Gemeinde Fürbach, woraus sich dann bis Ende des 16. Jahrhunderts der Name Feuerbach entwickelte. Ende des 12. Jahrhunderts gelangte Feuerbach in den Besitz der Pfalzgrafen von Tübingen. Ab dem frühen 13. Jahrhundert lag über dem Dorf die Burg Frauenberg, die aber bereits zu Beginn des 16. Jahrhunderts abgetragen war. Im 15. Jahrhundert erwarben die Grafen von Württemberg nach und nach sämtliche Herrschaftsrechte über Feuerbach. Der Ort wurde dem Amt Stuttgart unterstellt. 1504 forderte eine Pestepidemie in Feuerbach 301 Tote, im Dreißigjährigen Krieg nach der verlorenen Schlacht bei Nördlingen und der militärischen Besetzung und Plünderung Württembergs durch die Truppen des Kaisers erlagen der Pest in Feuerbach 1634/35 sogar 527 Bewohner.
Von 1719 bis 1736 war Feuerbach vorübergehend dem Amt Cannstatt zugeordnet, blieb dann aber beim Amtsoberamt Stuttgart. Zu Zeiten des Königreichs Württemberg hatte Feuerbach weiterhin überwiegend ländlichen Charakter, bis um das Jahr 1860. Neben der normalen Landwirtschaft gab es noch den Weinbau auf 140 Hektar (heute noch 15 ha) und am Killesberg gab es Steinbrüche. Überreste davon sind dort heute noch zu sehen. Im Jahr 1848 wurde der erste Eisenbahntunnel zwischen Stuttgart und Feuerbach eingeweiht. Mit der im selben Jahr vorgenommenen Eröffnung der Zentralbahn und des Bahnhofs durch die Württembergischen Staatseisenbahnen begann eine schnelle industrielle Entwicklung. Zum größten Feuerbacher Unternehmen wurde die ab 1910 gebaute Elektrotechnische Fabrik Robert Bosch (von 1917 bis 1937 AG), die heute als Robert Bosch GmbH weltweit bekannt ist.
Im Jahr 1904 entdeckte Stadtpfarrer Richard Kallee im Gräberfeld an der Schlosserstraße mehrere alamannische Sandsteingräber, deren Erforschung er sich bis an sein Lebensende durch Ausgrabungen von über 100 Gräbern widmete, aus denen insgesamt 760 Fundstücke geborgen wurden. Am 4. November 1926 wurde unter seiner Direktion das Feuerbacher Heimatmuseum eingeweiht, dessen wichtigste Funde inzwischen im Foyer des Feuerbacher Bezirksrathauses ausgestellt werden. Im Jahr 1971 stieß man etwas oberhalb der Feuerbacher Heide bei Erdarbeiten auf Mauerreste der ehemaligen Burg Frauenberg. Die Grundmauern des ehemaligen Bergfrieds wurden freigelegt.

### Stadtteile
Von 1901 bis 1933 war Wilhelm Geiger Bürgermeister bzw. Oberbürgermeister von Feuerbach. Am 15. März 1907 wurde die Gemeinde zur Stadt erhoben. 1929 schlossen sich Feuerbach und Weil im Dorf freiwillig zusammen. Am 1. Mai 1933 wurde die Stadt Feuerbach mit Weil im Dorf zwangsweise nach Stuttgart eingemeindet und als „Stadtteil Feuerbach“ geführt. Einige zentrale Straßen und Plätze in Feuerbach bekamen zu Ehren Adolf Hitlers neue Namen mit Bezug auf Österreich, die sie wie der Wiener Platz, die Grazer Straße oder die Burgenlandstraße noch heute tragen. Nur die Ostmarkstraße wurde wieder umbenannt.
Bei der Einteilung der Stadt Stuttgart in Stadtbezirke im Jahr 1956 wurde der Stadtteil Feuerbach zum Stadtbezirk Feuerbach erklärt, und bei der Neugliederung der Stuttgarter Stadtteile zum 1. Januar 2001 wurde Feuerbach in folgende Stadtteile gegliedert
- An der Burg
- Bahnhof Feuerbach
- Feuerbach-Mitte
- Feuerbach-Ost
- Feuerbacher Tal
- Hohe Warte
- Lemberg/Föhrich
- Siegelberg

## Wirtschaft

### Ansässige Firmen
- Seifen Haag, Seifensieder

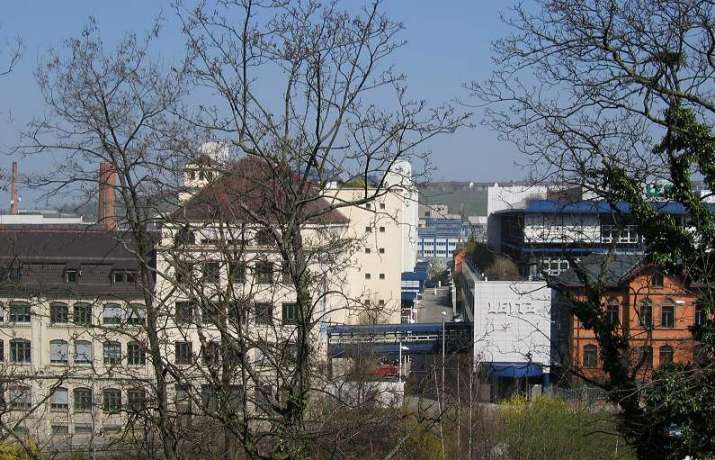
Firmengebäude Esselte Leitz GmbH & Co KG

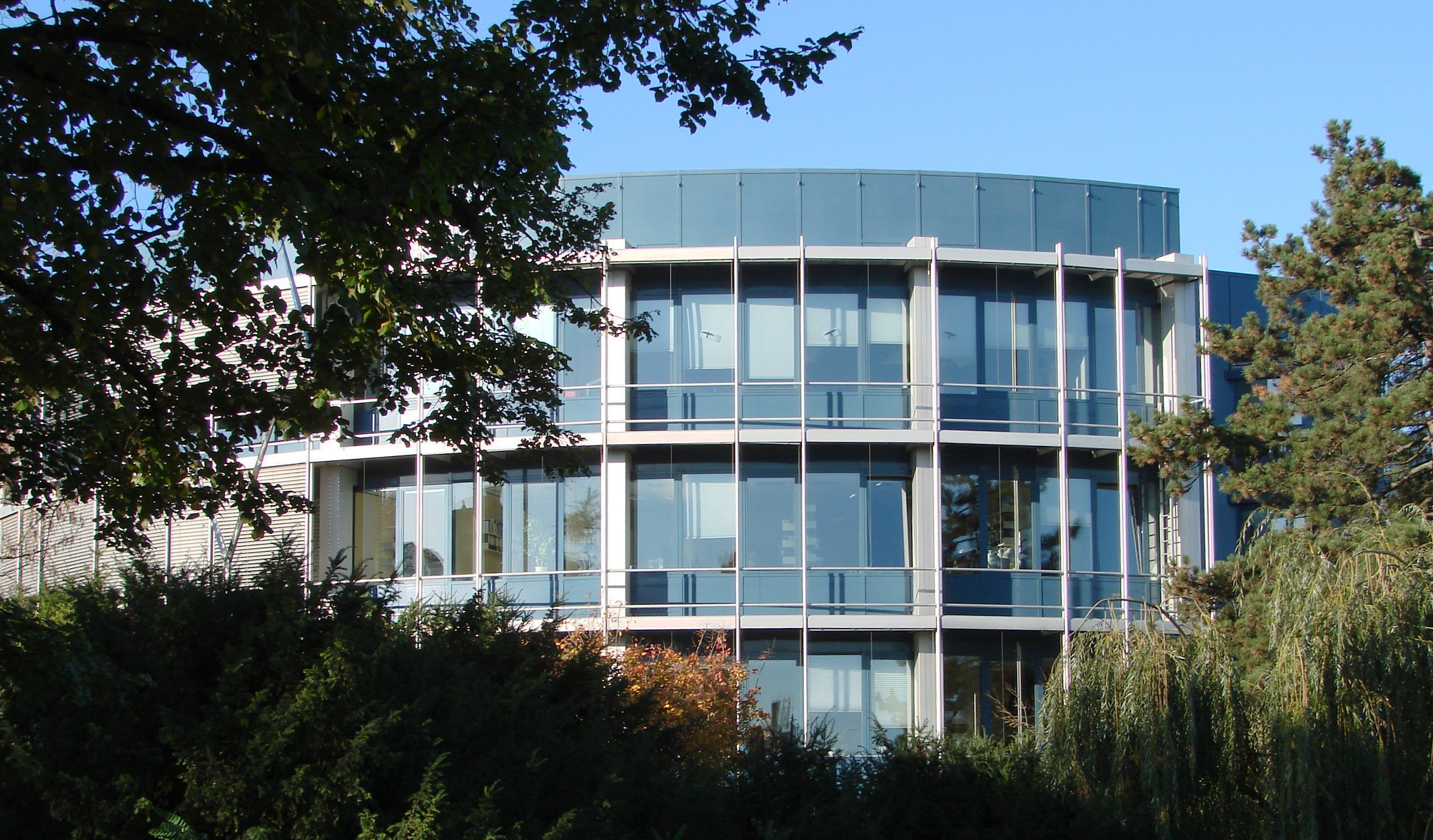
Thieme-Verlagshaus

- 1864 kam als erstes Industrieunternehmen die „Chininfabrik Jobst“ nach Feuerbach und begründete hier die deutsche chemische Industrie.
- 1871 wurde von dem Mechaniker und Faktura-Bücherfabrikanten Louis Leitz die Werkstätte zur Herstellung von Metallteilen für Ordnungsmittel gegründet. Bekannt wurde die Firma Leitz durch die Erfindung des Leitzordners.
- 1910 verlegte Robert Bosch sein Unternehmen von Stuttgart nach Feuerbach. Die Robert Bosch GmbH hat ihren Sitz inzwischen in Gerlingen, aber ihr Stammwerk weiterhin in Feuerbach.
- AkzoNobel Coatings GmbH
- Coperion GmbH
- Behr GmbH & Co. KG
- Druckerei und Papierwarenfabrik Gebrüder Oehler
- Thieme Verlagsgruppe
- Bis Mitte der 1990er Jahre hatte die durch Vergleich abgewickelte Lederfabrik C. F. Roser ihren Sitz in Feuerbach.
- Der Lebensmittelhersteller Bürger (heute in Ditzingen) wurde in Feuerbach gegründet und war bis 1978 dort ansässig.[8]
- Seit 1921 Firmensitz der Kessler & Söhne Württ. Eisenwerk GmbH & Co. KG
- Seit 2012 befindet sich der Firmensitz des Stuttgarter Familienunternehmens Karle Recycling GmbH in Feuerbach.[9]

## Infrastruktur

### Verkehr

#### Fernstraßen
Feuerbach liegt an den Bundesstraßen 10 (Karlsruhe – Stuttgart – Ulm), 27 (Heilbronn – Stuttgart – Tübingen) und 295 (Calw – Stuttgart) und es besteht über die B 295 eine Verbindung zur A 81 (Würzburg – Heilbronn – Stuttgart – Gottmadingen (bei Singen)) und weiterhin eine Verbindung zur A 8 (Karlsruhe – Pforzheim – Stuttgart – Ulm – München). Das Zentrum von Feuerbach wird durch einen 1995 fertiggestellten 1200 Meter langen Straßentunnel der B 295 vom Durchgangsverkehr entlastet.

#### Bahn- und Busverkehr
Der Stadtbezirk wird von den S-Bahn-Linien S4 (Backnang – Marbach – Stuttgart), S5 (Bietigheim – Stuttgart) und S6 (Weil der Stadt – Leonberg – Stuttgart) erschlossen, die den Bahnhof Stuttgart-Feuerbach an der Frankenbahn bedienen. Zusätzlich verkehrt im Stadtgebiet die 1909 eröffnete und früher weit verzweigte Industriebahn Feuerbach, die jedoch seit 2012 nur noch einige wenige Anschlüsse an der Wernerstraße bedient.

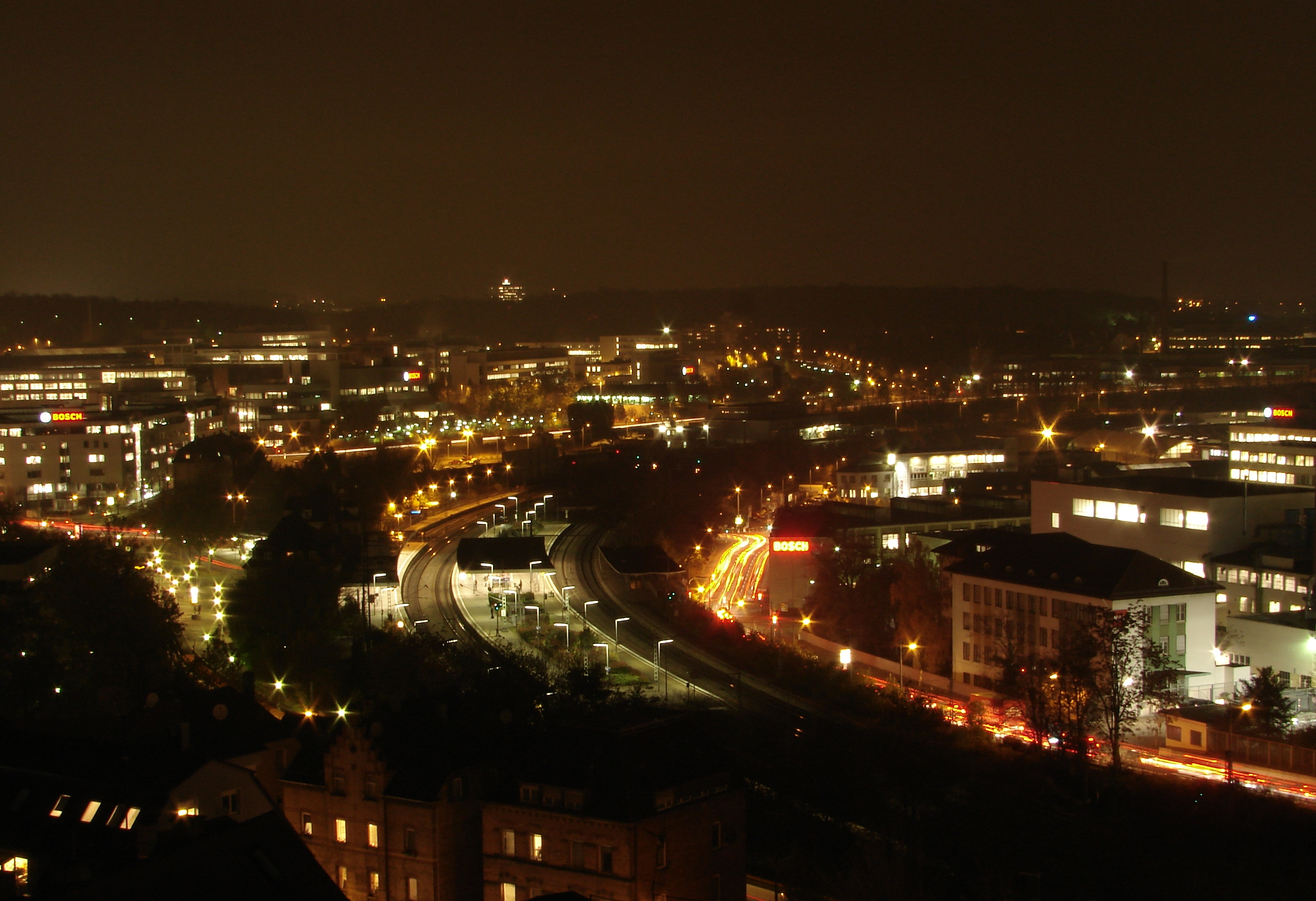
Der Feuerbacher Bahnhof bei Nacht

Feuerbach wird durch fünf Stadtbahnlinien mit Stuttgart verbunden:
  Mönchfeld – Zuffenhausen – Feuerbach (Pragsattel) – Hauptbahnhof – Heumaden (Stuttgart) – Ostfildern-Nellingen
  Gerlingen – Feuerbach (Mitte) – Hauptbahnhof – Möhringen Bahnhof – Flughafen/Messe
  Giebel – Feuerbach (Mitte) – Bad Cannstatt – Untertürkheim – Hedelfingen
  Stammheim – Zuffenhausen – Feuerbach (Pragsattel) – Hauptbahnhof – Heumaden
  Stuttgart-Giebel – Feuerbach (Mitte) – Pragsattel – Bad Cannstatt – Fellbach (nur im Berufsverkehr)
Zusätzlich gibt es noch die innerstädtischen Buslinien:
Bus 91 Feuerbach – Botnang – Forsthaus – (Sindelfingen)
Nachtbus N3 Schlossplatz – Feuerbach – Gerlingen
Weitere Buslinien verbinden Feuerbach mit dem Umland.

#### Radverkehr
Von Bad Cannstatt kommend über den Pragsattel und durch ganz Feuerbach hindurch nach Weilimdorf verläuft die Hauptradroute (HRR) 6. Die beschilderte Route gehört auch zum Radnetz Baden-Württemberg. Sie führt durch die Burgenlandstraße, in welcher 2024 teilweise eine vorfahrtberechtigte Fahrradstraße eingerichtet wurde. In anderen Bereichen kann die Route aber nicht als fertiggestellt betrachtet werden; an der Siemensstraße und Tunnelstraße verläuft sie nur auf Gehwegen, auf denen das Radfahren erlaubt wurde. Im westlichen Teil führt sie auf einem gemeinsamen Geh- und Radweg entlang der Stadtbahn. Als „Zielnetz“ soll die Route aber durch die Weilimdorfer Straße verlaufen. Längerfristig ist an der Strecke von Stuttgart-Mitte über Weilimdorf nach Ditzingen eine Radschnellverbindung vorgesehen; anstelle über den Pragsattel soll sie dann durch den Pragtunnel der Bahn verlaufen, wenn dort durch Stuttgart 21 Gleise frei werden.
Die HRR 5 soll künftig vom Stadtzentrum kommend vom Pragsattel durch das Feuerbacher Gewerbegebiet nach Zuffenhausen durchgängig an der Heilbronner Straße verlaufen. Sie ist ebenfalls eine Route aus dem Radnetz Baden-Württemberg. Da das „Zielnetz“ insbesondere in Zuffenhausen noch nicht durchgängig gut geeignet ist, ist im nördlichen Teil aktuell noch als „Startnetz“ eine Route an der Krailenshalde ausgeschildert. Auch an der HRR 5 ist längerfristig eine Radschnellverbindung vorgesehen.
Außerdem sind in Feuerbach zwei Hauptradrouten zweiter Ordnung geplant, die noch nicht ausgeschildert sind:
- Die HRR 21 soll durch das ganze Feuerbacher Tal führen. Sie verläuft von Botnang kommend auf einem Waldweg (Lina-Hähnle-Weg) zu den Ziegelwiesen, am Feuerbach entlang zur Helmstettstraße und über innerörtliche Straßen zum Bahnhof. Weiter verläuft sie über die Kruppstraße, an deren Ende die Heilbronner Straße gequert werden muss. Entlang der Krailenshalde führt die weiter nach Zuffenhausen.
- Die HRR 22 soll vom Hegelplatz in Stuttgart-Mitte über den Killesberg in Stuttgart-Nord zum Feuerbacher Bahnhof und weiter über die Wernerstraße in den westlichen Teil Zuffenhausens führen.

### Schulen in Feuerbach
- drei Grundschulen: Bachschule (mit Grundschulförderklasse), Hattenbühlschule (mit Hort), Hohewartschule
- Föhrichschule (Förderschule)
- Bismarckschule (Hauptschule mit Werkrealschule)
- Realschule Feuerbach (auf dem Areal der Hohewartschule)
- Neues Gymnasium Leibniz
- Gewerbliche Schule für Farbe und Gestaltung
- Gewerbliche Schule für Holztechnik
- Kerschensteinerschule (Gewerblich-technische Schule mit technischem Gymnasium – Profil angewandte Naturwissenschaften, Berufskollegs, Fachschulen und Berufsschulen in den Berufsfeldern Chemie, Physik, Gesundheit, Raumgestaltung, Textiltechnik und Bekleidung)
- Louis-Leitz-Schule (Kaufmännische Berufsschule, Wirtschaftsgymnasium, Berufsfachschule – Wirtschaftsschule)
- Privatschulen: AKAD-Fachhochschule, Freie Musikschule Winter, Technische Fachschule Tochtermann, ein Standort des SAE Institutes

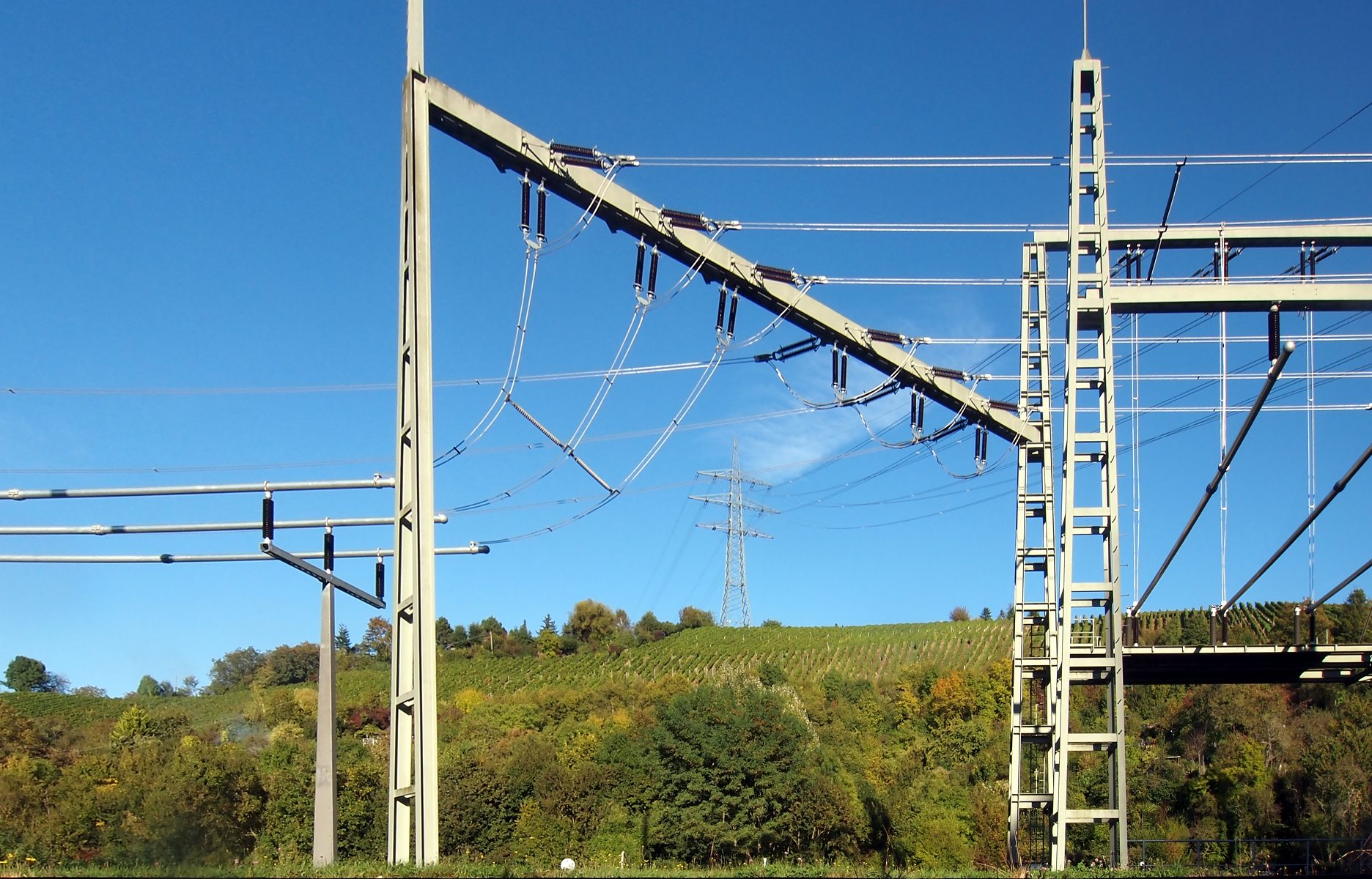
Stromversorgung und Weinberge

## Vereine/Organisationen
- Bolivianisches Kinderhilfswerk e. V. (gegründet 1984)[12]
- Bürgerverein Feuerbach e.V.[13] (gegründet 1972, ca. 350 Mitglieder)
- CVJM-Feuerbach e. V. (gegründet 1902)
- Deutsches Rotes Kreuz, Bereitschaft Feuerbach (gegründet 1913)
- Diakonieverein Feuerbach (gegründet 1901 als Krankenpflegeverein durch Richard Kallee)[14]
- DLRG OG Feuerbach (gegründet 1956)[15]
- Musikverein Stadtorchester Feuerbach 1899 e. V.[16]
- FC Feuerbach e.V. 1960[17]
- Schutzbauten Stuttgart e.V.[18] (gegründet 2006)
- Sportvereinigung Feuerbach 1883 e.V.[19] (ca. 5.300 Mitglieder)
- Schachclub Feuerbach (2004 von der Sportvg Feuerbach gelöst und als eigenständiger Verein gegründet)[20]
- Sozialverband VdK OV S-Feuerbach e. V. (gegründet 1948)
- Tennisverein Feuerbach e. V. (gegründet 1919)
- Wein-, Obst- und Gartenbauverein Feuerbach 1881 e.V.[21]
- Vereins der Ehemaligen, der Freunde und Förderer des Neuen Gymnasiums e. V.[22]
- Verein für Hundesport Feuerbach e. V. (gegründet 1922)[23]

## Kultur und Sehenswürdigkeiten

### Gedenkstätten
Auf dem Friedhof in der Feuerbacher-Tal-Straße erinnert ein Gedenkstein an namentlich genannte Widerstandskämpfer und Opfer des NS-Regimes aus unterschiedlichen politischen Gruppierungen.

### Bauwerke
Am Bahnhof Feuerbach befindet sich ein Tiefbunker mit Ausstellung und Inventar aus der Zeit des Kalten Krieges.
Nicht weit davon entfernt am Wiener Platz steht ein auffälliger Hochbunker, der letzte von ehemals vier Winkeltürmen in Stuttgart. In ihm befindet sich eine Ausstellung über den Luftschutz von 1933 bis 1945. Beide Bunker stehen unter Denkmalschutz und werden vom Verein Schutzbauten Stuttgart e.V. betreut, die in diesen Bauwerken regelmäßig Führungen veranstalten.
Unter Denkmalschutz steht auch das nach Plänen von Manfred Lehmbruck in den Jahren 1959 bis 1964 errichtete Hallenbad Feuerbach.

### Feste/Veranstaltungen
Einmal im Jahr findet der Feuerbacher Höflesmarkt statt. Organisiert wird dieser vom GHV. Es handelt sich hierbei um ein Straßenfest.
Die Feuerbacher Kirbe (Kirmes) findet auf dem Festplatz statt.

### Theater
- Friedrichsbau Varieté
- Theaterhaus Stuttgart

## Kirchen und andere Gotteshäuser
- St. Josef, römisch-katholisch
- St. Monika, römisch-katholisch
- St. Maria Himmelfahrt, römisch-katholisch (Kirche der Priesterbruderschaft St. Pius X.)
- Föhrichkirche, evangelisch (ehemalige Notkirche von 1929, inzwischen russisch-orthodoxe Kirche)
- Gustav-Werner-Kirche, evangelisch
- Lutherkirche, evangelisch
- Stadtkirche St. Mauritius, evangelisch
- Christuskirche, Evangelisch-Freikirchliche Gemeinde Stuttgart-Feuerbach (Baptisten), an der Rhönstraße
- Friedenskirche, evangelisch-methodistisch, an der Burgenlandstraße
- Neuapostolische Kirche
- Gospel Forum der gleichnamigen Freikirche (mit 2200 Sitzplätzen die größte Kirche Stuttgarts)
- Griechisch-orthodoxe Kirche, an der Weilimdorfer Straße
- Moschee der türkischen Muslime, an der Mauserstraße
- Moschee der albanischen Muslime, am Burgenlandzentrum

Eine Beschreibung aller Feuerbacher Kirchen ist im Artikel Kirchen in Stuttgart zu finden.

## Politik
Bezirksvorsteher
Johannes Heberle ist seit 1. Februar 2022 hauptamtlicher Bezirksvorsteher von Feuerbach. Er wurde im Oktober 2021 mit 51 Ja-Stimmen, bei einer Nein-Stimme und drei Enthaltungen, vom Stuttgarter Gemeinderat gewählt. In der vorausgehenden, nicht-öffentlichen Sitzung des Bezirksbeirats sprach sich das Gremium einstimmig für Heberle aus.
Johannes Heberle wurde am 24. Juni 1995 geboren und studierte an der Hochschule für öffentliche Verwaltung und Finanzen in Ludwigsburg den Bachelorstudiengang Public Management. Anschließend war er beim Landesamt für Verfassungsschutz und als Leiter der Bußgeld- und Ortspolizeibehörde der Stadt Göppingen tätig. Zudem studierte er berufsbegleitend im Masterstudiengang Public Management ebenfalls an der Hochschule in Ludwigsburg.
Als Bezirksvorsteher vertritt er den Stadtbezirk, leitet das Bezirksamt und ist Vorsitzender des Bezirksbeirats.
Bezirksbeirat
- CDU: 4
- Grüne: 4
- SPD: 2
- AfD: 2
- FW: 1
- FDP: 2
- Linke: 1

Dem Bezirksbeirat Feuerbach gehören auf Grund der Einwohnerzahl des Stadtbezirks 16 ordentliche und ebenso viele stellvertretende Mitglieder an. Seit der letzten Kommunalwahl 2024 gilt die nebenstehende Sitzverteilung.
Zudem gibt es seit Beginn 2018 ein Jugendratsgremium mit 13 Mitgliedern und weiteren Stellvertretern. Im Jahr 2020 fand die letzte Jugendratswahl statt. Der Jugendrat trifft sich einmal im Monat zu öffentlichen Sitzungen.

### Wappen und Flagge

Flagge von Feuerbach

| Wappen von Feuerbach | Blasonierung: „In schräggeteiltem Schild oben in Rot ein natürlicher Biber, einen schrägen natürlichen Ast benagend, unten in Silber ein schwarzes Zahnrad mit blauem Zahnkranz.“ |
| Wappen von Feuerbach | Wappenbegründung: Das älteste bekannte Siegel von Feuerbach stammt aus dem Jahr 1720 und zeigt ein Feuer auf einer Krone als redendes Element. Feuerbach erhielt 1907 die Stadtrechte und ein neues Wappen wurde notwendig. Ein ehemaliger Name der seit 1229 bekannten Stadt war Biberbach. Die neuen Wappen zeigen daher in der oberen linken Ecke einen schrägen Biber. Der Schild selbst ist nach dem Wappen der Herren von Frauenberg gegliedert, die sich nach der Burg in der Gemeinde benannt hatten. Der untere rechte Teil zeigt ein Rad als Symbol für die Industrie in der Stadt. |

## Persönlichkeiten
Feuerbach ist der Geburts- und Wohnort des Pianisten Werner Haas (1931–1976), der auf dem Friedhof Feuerbach beerdigt ist.

### Ehrenbürger
- 1908 August Happold, Fabrikant (1846–1922)
- 1909 Oswald Hesse, Hofrat und Chemiker
- 1917 Robert Bosch, Unternehmer (1861–1942)

## Bevölkerungsentwicklung
| 1524  | 1661 | 1793  | 1850  | 1900  | 1910   | 1925   | 1980   | 1990   | 2000   | 2005   | 2011   | 2020   |
| ----- | ---- | ----- | ----- | ----- | ------ | ------ | ------ | ------ | ------ | ------ | ------ | ------ |
| 1.000 | 443  | 1.621 | 2.815 | 9.052 | 14.244 | 17.617 | 30.387 | 28.878 | 28.013 | 28.046 | 27.410 | 29.929 |

Bis ins 19. Jahrhundert war Feuerbach eine fast rein evangelische Stadt. Im Jahr 1850 waren von den 2815 Einwohnern 2808 evangelisch und 7 katholisch (siehe Amtsoberamt Stuttgart).